# Åre (skidområde)
Åre [alpina] skidområde består av 41 liftar och 89 nedfarter, med Sveriges både högsta liftburna fallhöjd (890 meter) och belägna åkhöjd (1 274 meter över havet). Skidområdet är Sveriges äldsta, ett av SLAO:s främsta och har som skiddestination näst högst besöksantal per säsong (rekordet från 2007/2008 uppgår till 350 000 besökare). Skidområdet innehar även Sveriges alpina nationalarena, som två gånger i modern tid – 2007 och 2019 – samt  1954 arrangerat Alpina VM. Skidområdet drivs och ägs av Skistar sedan millennieskiftet (som även driver skidanläggningar i Sälen, Vemdalen, Trysil och Hemsedal).
Skidområdet är uppdelat i två liftsystem utifrån fyra byområden; Duved/Tegefjäll och Åre By/Åre Björnen. (För att göra ett komplett liftsystem aktualiserades i slutet av 1990-talet ett projekt om en gondollift mellan Tegefjäll och Rödkullen, men 16 av de 17 berörda markägarna har ständigt protesterat mot detta.) Transporten mellan systemen kompletteras av en regelbunden skidbusstrafik i fyra linjer som kollektivt förbinder destinationens hela dalområde.

## Historia och utveckling
År 1903, 21 år efter att järnvägen invigdes, besökte den närkiske ingenjören Carl Olof Rahm Åre – en jämtländsk bondby som då visserligen sedan 1700-talet stundom hade haft en del besökande turister, och tre hotell sedan 1890-talet. Vid juletid två år senare (1905) besökte Rahm schweiziska vintersportorten Davos som gav honom inspirationen att göra Åre till en svensk rak motsvarighet, och Rahm gav således upphov till det så kallade Åreprojektet. Huvuddelen i detta var Åre bergbana med tillhörande kälkbacke och Fjällstugan (nuvarande Hotell Fjällgårdens föregångare), som invigdes den 7 mars 1910 efter två års byggnation. En bergbana (järnvägslift) i Åre var dock 1907 inte en helt ny idé, eftersom det hade föreslagits en sådan redan i STF:s årsskrift 1891. Planerna var att banans dragning egentligen skulle vara upp till Mörvikshummelns topp (och i framtiden ända till Åreskutans topp), men ekonomin brast. (Åre bergbana var inte först ut i Sverige som vertikal persontransport, eftersom en liknande installation funnits på Skansen sedan 1898, men blev för vintersportens del den första.)
1921 startades den så kallade Årebragden som var Sveriges första officiella störtloppstävling, och arrangerades årligen fram till 1953. Backen var 5,2 kilometer lång med start på Åreskutans högsta topp och mål på Åre Torg via passage genom Tusenmetern, Västra Ravin och Susabäcken. De tävlande och publiken vandrade upp på Åreskutan, eftersom ingen transport upp fanns och Bergbanan förblev dragen enbart till Östra Platån (nuvarande Fjällgården, 556 meter över havet).
På Trettondagsafton 1940 invigdes Åres (och Sveriges) första släplift; ankarliften Lundsgårdsliften. Liften byggdes under höst-vinterhalvåret 1939 av hotellmästaren Johan Malmsten vid Pensionat Lundsgården, som innan dess av byns hotellkonkurrens hade haft som specialservice att bära sina kvinnliga gästers skidor uppför backen som fanns intill pensionatet, och frestades av en artikel i dagstidningen Östersunds-Posten om en liftuppfinning (knapplift) i norska Holmenkollen 1938. Den lift som Malmsten lät uppföra var den enda vid det tillfället som fanns tillgänglig ute på marknaden, och hans familj stod för investeringen på 10 000 kronor (motsvarar 270 000 sett till penningvärde år 2012). Liften med dess träbyglar monterades ned 1965, och såldes till Högdalens skidanläggning. (Liftkuren från dalstationen står kvar, belägen intill E14 vid arenaområdet.)
Den 5 april 1952 invigdes Åres första linbana, en korglift i två etapper, från Fjällgården upp till Mörvikshummeln (Fjällgårdsliften och Hummelliften) – vilken fullbordade den återstående, primärt tilltänkta, sträckningen av Bergbanan. Den 26 maj 1950 beslutade riksdagen att tillskjuta 700 000 kronor (drygt 12,3 miljoner i 2012–2015 års värde) och Statens Järnvägar (SJ) skulle finansiera och driva den (Nordströms linbanor byggde den), och när liften stod klar hade den kostat en miljon kronor (cirka 14 miljoner i 2012–2015 års värde). 1951 ordnade Sigge Bergman och Bibbo Nordenskiöld Alpina VM 1954 till Åre. Linbanan var inte en investering inför VM, utan Åre tillgavs mästerskapet för att linbanan skulle byggas. 1953 såg alpinsportslegenden Hans Hansson till att Åres första stollift, enstolsliften Stjärnliften (näst intill samma sträckning som nuvarande tvåstolsliften "WC-liften"), byggdes.
1964 byggdes den första liften i Duved (tvåstolslift), på initiativ av den nyrekryterade platschefen Arne Wennås som förvandlade Duved från ett döende och riksokänt samhälle till en Europaberömd alpinturistort – med ett skidområde som Wennås lilla lokala bolag inom loppet av elva år hade utökat till sju liftar och med tillhörande nedfarter. 300 finalister av 20 000 tävlande utifrån Europa avgjorde kampen om det så kallade Kalle Anka-mästerskapet i utförsåkning i Duved 1974 (som utöver det även arrangerade riksfinaler i Kalle Anka-trofén 1965–1979). Många av gästerna under denna period valde att semestra i Duved för att slippa sportlovsträngseln och de långa liftköerna i Åre.
1969 arrangerade Åre en alpin världscuptävling för första gången (och samma år anlades Tottområdet). Därefter bildades 1971–1973 projektbolaget ÅPAB och ÅKAB (Åre Lift- och Kabinbanebolag, senare även kallat Åreliftarna) kommunalt som återupptog det så kallade Åreprojektet, i en ny och utökad version men tvingades bantas ned inom kort. Det främsta i projektet var Åre kabinbana som stod färdig på hösten 1976, efter ett års förlängd byggtid och tre (tio) gånger högre kostnad än budgeterad. Istället blev tvåstolsliften Tusenmetersliften den första högzonsliften (1975), och eftersom Kabinbanan blev försenad fick skidåkarna under vintern 1975/1976 tolka efter pistmaskin till Tusenmetern från Ullådalen (efter ett vajerbrott i januari 2017, på grund av nedisning i en flera dagar lång storm, monterades Tusenmetersliften ned). Vidare fram till slutet av 1980-talet följde en omfattande lift- och backutbyggnad utmed hela framsidan av Åreskutan från väst till öst (därtill byggdes de två korgliftarna om till tvåstolsliftar med en smått ändrad sträckning, ökad hastighet och fördubblad kapacitet). 1981 användes snökanoner för första gången i Åre, och samma år byggdes de två första liftarna i Åre Björnen som därefter successivt byggdes ut. 1984 byggdes den kopplingsbara fyrstolsliften Olympialiften, med nedfarterna Störtloppet och Gästrappet. Samma år övertog ÅKAB driften och ägarskapet av Bergbanan och Fjällgårdsliftarna från SJ, och vintern 1985/1986 hade anläggningarna i Åre och Duved slagit sig samman med varandra. 1986 byggdes den första liften i Tegefjäll, som året därpå snabbt byggdes ut. I mars 1989 invigdes Gondolen (som då hette Olympiatoppen) av kungaparet.
1987 bildades Sitskigruppen (som 1995 blev Sitskigruppen Totalskidskolan), världens första skidskola för funktionshindrade personer, efter att en sitski designats åt skidåkaren Anders Ohlsson som skadades i en militärolycka 1976 (Ohlsson blev denna skidskolas driftledare, och även elitåkare). Samtidigt presenterades den moderna sitskin i en amerikansk handikapptidning. Totalskidskolan är stationerad på Rödkullen i västra Åre By. 1969 byggdes Hotell Årevidden (sedan 2003 nuvarande Åre Continental Inn) i småorten Såå och blev svenska fjällens första fullt ut handikappanpassade hotell.
1996 installerades belysning i nedfarten Gästrappet, som kan uppnå världens starkaste elljus för utförsåkning; 950 lux. 1997 tillkom backen Lundsrappet, som direkt försågs med en "normalstark" belysning. I och med detta förflyttades arenan från Worldcupbacken till nuvarande plats.
1998 förnyades hela Duveds centrala skidområde, främst i form av Duveds linbana. I september 1999 offentliggjordes Skistar AB:s förvärv av hela skidområdet plus destinationens övriga ting (fjällstugor, butiker med mera) av Åre Resor AB, samtidigt som Vemdalen övertogs – för totalt 250 miljoner kronor – men började ingå i koncernen först i januari 2000. I september 2000 såldes Edsåsdalens skidanläggning av, som sedan några år innan hade ingått i Åres skidområde på samma liftkort. (Därav destinationens dåvarande slogan "Fem byar, ett skidområde" – säsongerna 1998/1999 och 1999/2000 hade skidområdet totalt 49 liftar, Åres genom tiderna största antal. Sedan slutet av 1980-talet har skidområdet/destinationen haft minst 40 liftar, med omkring dubbelt så många nedfarter.)
2001 enades de fyra turist- och näringslivsambassadörerna Åre kommun, Skistar, Holiday Club samt Åreföretagarna om en gemensam framtidsvision – Vision 2011. Den 6 juni 2002 blev det klart att Åre skulle få arrangera Alpina VM 2007. Stjärn- och Fjällgårdsområdet hade då precis börjat förnyas i form av VM6:an och (nya) Hummelliften. 2005 byttes den 30 meter breda bron över E14 (ovanför målområdet) ut mot en 135 meter lång tunnel. En ny störtloppsbacke byggdes (för damerna), och målområdet – den nyskapade Arenan – förstorades för att göra alla banor ur de fyra tävlingsbackarna anslutna till en samlad målgång. Den sista stora investeringen inför arrangemanget var VM8:an 2006 (ersatte Olympialiften, samma sträckning). Mästerskapet var det hittills största vintersportevenemanget som hållits i Sverige; hade 350 deltagande från 60 länder, besöktes av 225 000 personer (varav 80 000 åskådare) och sågs av 563 miljoner TV-tittare från 24 länder.
Därefter inleddes Vision 2020/2035, för fortsatt utveckling som är att göra Åre till Europas mest attraktiva och hållbara alpina året runt-destination. Den främsta utvecklingen i skidområdet hittills efter VM 2007 har varit det så kallade Tott/Sadeln-Högåsenprojektet mellan Åre By och Björnen (Hermelinliften och backbreddningar 2010, samt Sadelexpressen och Fjällgårdsexpressen 2013), och Tegeliften. Den 5 juni 2014 utsågs Åre att få arrangera Alpina VM 2019, efter att ha vunnit omröstningen mot italienska Cortina d'Ampezzo med en rösts marginal av totalt 17 jurymedlemmar. Detta innebar ett bidrag om 350 miljoner kronor till ytterligare upprustning och utveckling inför arrangemanget.

## Områden
Åre skidområde består av fyra byar och är uppdelat i två lift-/pistsystem, men är i synnerhet tre av byarna som marknadsförs på olika sätt. Spalterna i följande avsnitt listar upp samtliga liftar (med dessas typförkortning, byggår och tillverkare) och backrestauranger (serveringar anslutna till skidområdet) i skidområdets tre uppdelade byområden.

### Duved och Tegefjäll

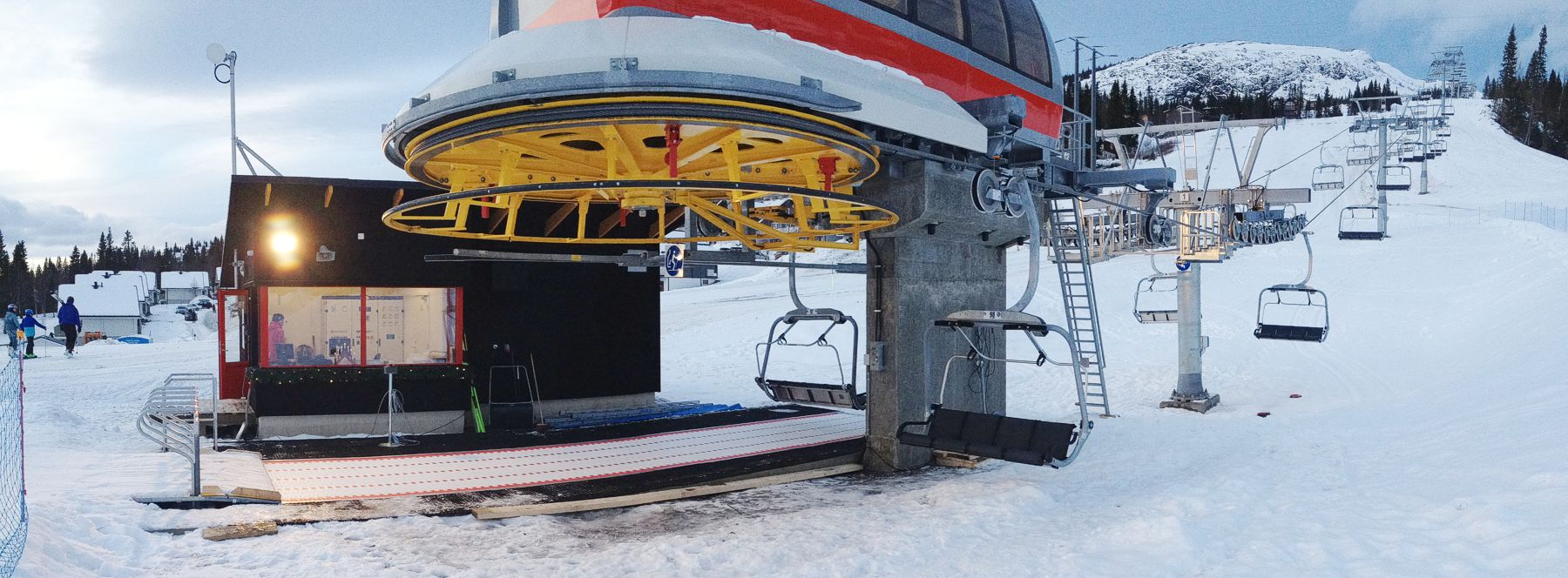
Tegeliften, som 2013 ingick i den största liftinvesteringsprocessen på destination Åre i modern tid.

Duveds lift- och pistsystem är hoplänkat med Tegefjäll (19 nedfarter och 10 liftar, högsta fallhöjd 405 m och längsta nedfart 2 021 m), marknadsförs som ett familjeanpassat område med breda och böljande backar.
| Liftar i Duved/Tegefjäll: - Byliften: 1-SL (toplift), 1998, Doppelmayr - Duveds linbana: 6-CLD/B, 1998, Leitner - Englandsliften: 2-SL, 1987, Liftbyggarna - Fjällvallsliften: 2-SL, 1998 (moderniserad 2016; före detta Dalliften, 1974), Doppelmayr - Gunnilliften: 2-SL, 1987, Liftbyggarna - Hamreliften: 2-SL, 1986, Doppelmayr - Leråliften: 2-SL, 1987, Liftbyggarna - Mini-Tege: 1-SL (toplift), 2022, Leitner - Tegeliften: 4-CLF, 2013, Leitner - torpliften: 1-SL (toplift), 1998, Doppelmayr | Backrestauranger i Duved/Tegefjäll: - Hamrerestaurangen - Lillåstugan - Linbanecafét - Mr Bramwell's Wigwam - Tegetornet |

### Åre By

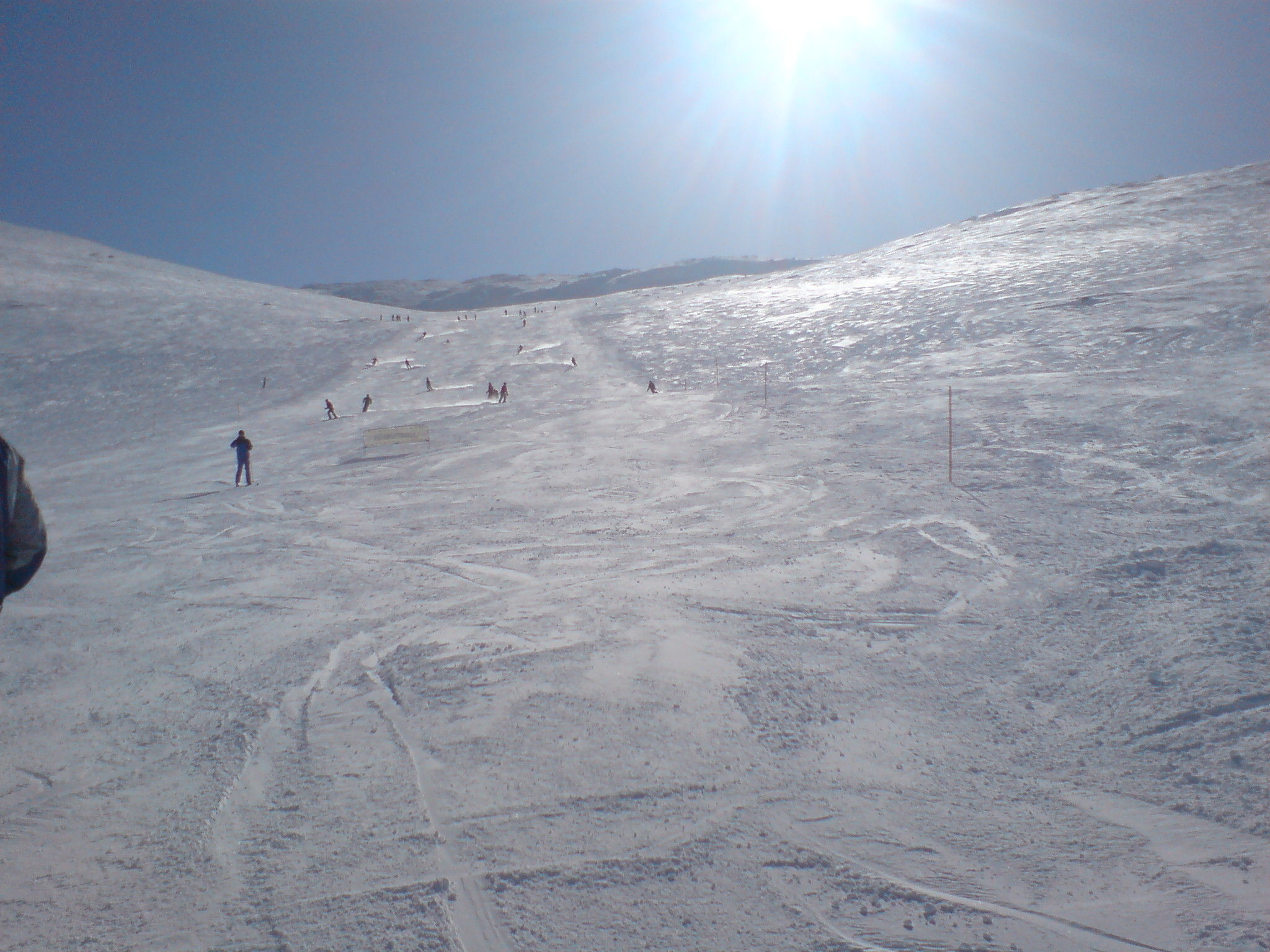
Tväråvalvet, på Åreskutans baksida vid dess nordvästra rygg.

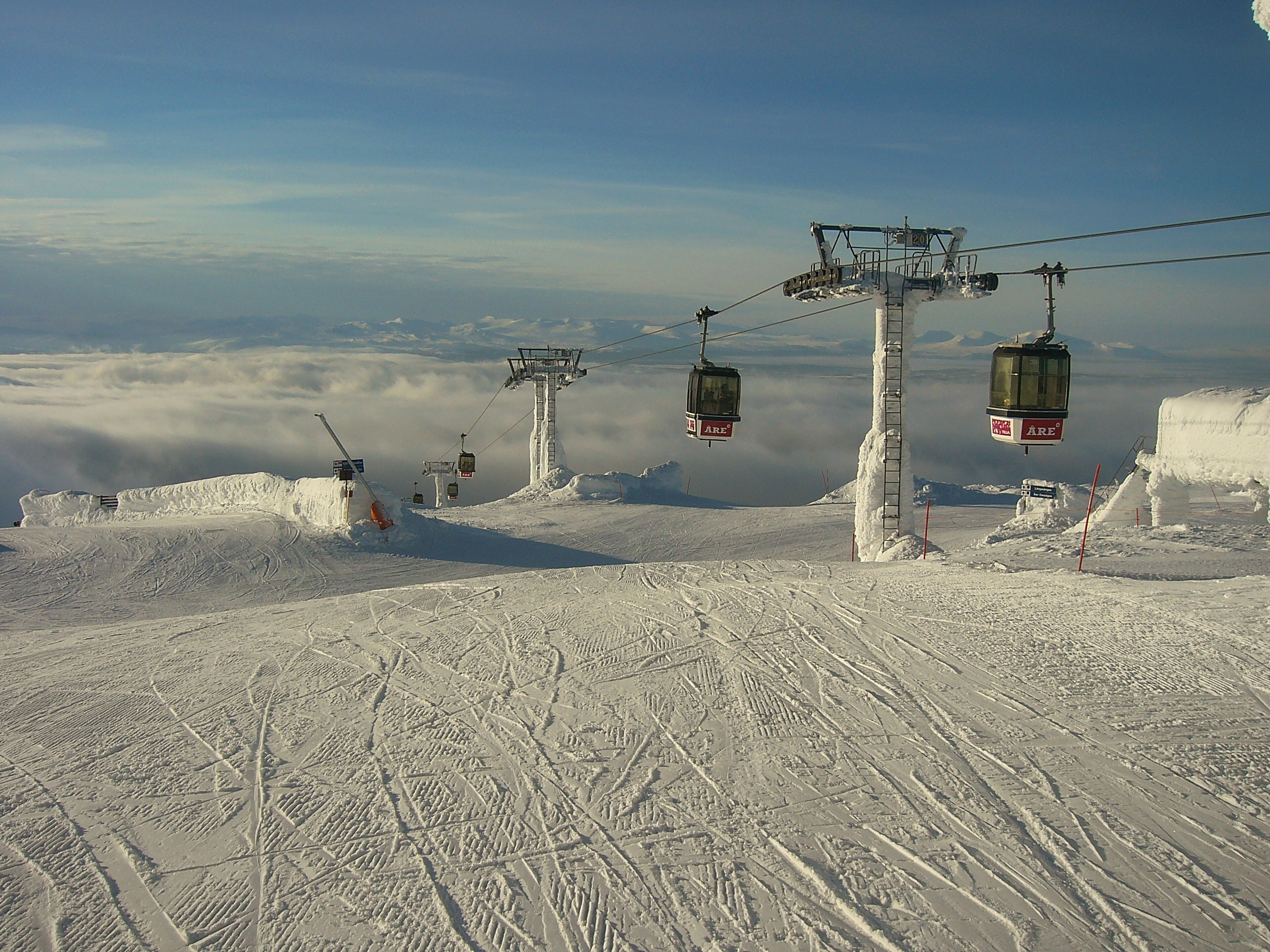
Gondolen (med dess äldre gondoler, som blev utbytta mot nya och fler inför vintern 2018/2019). Utsikt mot fjällmassiven Sylarna och Snasahögarna, från toppen av liftsystemet.

Skidområdet i Åre By är störst (52 nedfarter och 22 liftar, högsta fallhöjd 890 m och längsta nedfart 6 500 m) och har backar i samtliga fyra svårighetsgrader. Åre By marknadsförs därför som att vara ett allsidigt område, men att också inneha destinationens mest utmanande skidåkning. Åre By innehar Sveriges högsta liftburna fallhöjd och belägna åkhöjd, 1 274 meter över havet (Åreskutans högsta topp på 1 420 meter nås med antingen fotgängning, eller avgiftsbelagd tolkning bakom snöskoter).
| Liftar i Åre By/Lågzon (nedanför trädgränsen): - Bergbanan: 60-FUC, 1910 (automatiserad 1967, nuvarande vagnar 1958), Von Roll/Doppelmayr - Bräckeliften: 2-SL, 1980 (moderniserad 2020), Doppelmayr - Fjällgårdsexpressen: 6-CLD, 2013, Leitner - Hummelliften: 4-CLF, 2002, Leitner - Orreliften: 1-SL (toplift), 1985 (före detta Elitliften, 1974), Städeli - Ripliften: 1-SL (toplift), 1993, Doppelmayr - Rödhakeliften: 1-SL (toplift), 2005 (före detta Lilla Olympialiften, 2001), Doppelmayr - Rödkulleliften 1 (vänstra, "nya"): 2-SL, 1994, Doppelmayr - Rödkulleliften 2 (högra, "gamla"): 2-SL, 1980 (moderniserad 2012), Doppelmayr - Stjärnliften: 6-CLD, 2022, Leitner - Tottliften: 2-SL, 1969 (moderniserad 1980 och 2024), Doppelmayr - Ullådalsliften 1/Långa: 2-SL, 1980 (moderniserad 2014), Doppelmayr - Ullådalsliften 2/Korta: 2-SL, 1987, Doppelmayr - VM6:an: 6-CLD, 2002, Leitner - VM8:an: 8/8-CGD, 2006, Leitner | Liftar i Åre By/Högzon (kalfjället): - Gondolen: 12-MGD, 1989, Poma - Kabinbanan: 80-AT, 1976, Habegger - Nedre Tväråvalvsliften 1 ("gamla"): 2-SL, 1976/1981, Doppelmayr - Nedre Tväråvalvsliften 2 ("nya"): 2-SL, 1984, Doppelmayr - Stendalsliften: 2(1)-SL, 1980 (moderniserad 2013), Doppelmayr - Övre Tväråvalvsliften: 2-SL, 1976, Doppelmayr/Alimak/Nordmaskin |

Backrestauranger i Åre By:
| - Base Camp Åreskutan - Buustamons Fjällgård - Fjällgården - Hummelstugan - Hyddan - Kaffebaren - La Trattoria - Lilla Kaffebaren | - Platåkåtan - Rautjoxa Värdshus - Scan Korv & Carve Rödkullen - Sibylla - Svartberget - Timmerstugan - Toppstugan - Våffelkåtan |

### Åre Björnen
Åre Björnen marknadsför att ha Åre skidområdes främsta anläggning för barn/familjer och nybörjare (18 nedfarter och 10 liftar, högsta fallhöjd 337 m och längsta nedfart 3 365 m).
| Liftar i Åre Björnen: - Björnliften: 2-SL, 1987, Doppelmayr - Copperhill-liften: 1-SL (toplift), 2008, Doppelmayr - Hermelinliften: 2-SL, 2010, Leitner - Högåsliften: 2-SL, 1984, Doppelmayr (i drift endast när Sadelexpressen är stängd eller när det är lång kö) - Järvliften: 2-SL, 1986, Doppelmayr - Lokattliften: 1-SL (toplift), 1998, Doppelmayr - Mårdliften: 1-SL (toplift), 1998 (före detta Barnlift/Lillhamre, Duved, 1975), Doppelmayr - Nalleliften: 1-SL (teleskop), 1981, Doppelmayr - Sadelexpressen: 6-CLD/B, 2013, Leitner - Vargliften: 1-SL (teleski), 2021, Poma - Vikliften: 2-SL, 2023, Leitner | Backrestauranger i Åre Björnen: - Café Idet - Carins krog - Copperhill - Kastrullen - Lilla Tyrolen - Scan Korv & Carve Sadeln - Scan Korv & Carve Valletorget - The Crowded House |

## Parker
Det finns fyra Snow-/Funparks (områden för "jibbare" – utövare av hopp och styling) i Åre skidområde:
- Duvedsparken, Duved: Belägen under Duveds linbanas mitt och är en komplett park med hopp, rails, rollers, quarterpipe med mera.
- Åre Snow Park, Bräcke, Åre By: En av Sveriges största parker, belägen mellan Rödkullen och Arenan (VM8:an). Den har en linje av varje svårighetsgrad (förutom grön, som istället finns på Rödkullen vid foten av Rödbranten) med rails, hopp, wallrides och boxar (bredare rail i plast). Även en skicross-bana brukar anläggas varje vinter. Den 150 meter långa halfpipen vid parkens nedersta del ersattes med den blåupplysta "Ambilight Garden" till säsongen 2015/2016.
- Björnparken, Åre Björnen: Belägen i Nallebacken (mellan Nalleliften och Järvliften) med lätta hopp.
- Kids Park, Åre Björnen: Knattepark belägen på Björnängesberget, vid Vargliftens och Björnliftens topp.

## Beroende av väder och vind

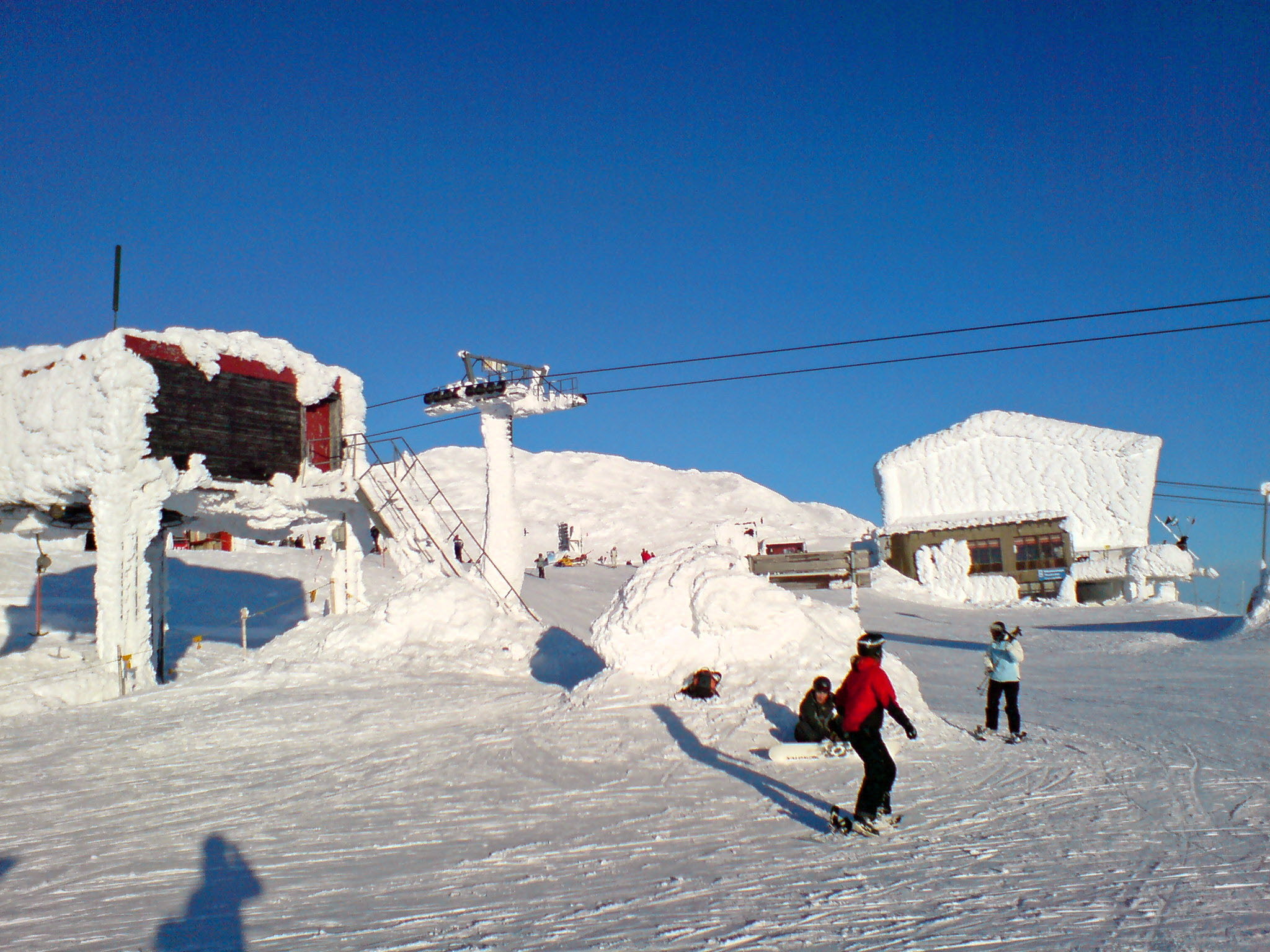
Toppliftarna i drift, efter att vajrar och rullställ avisats (den ökända nedisningen ger en kompakt is som påminner om kärnis).

Närheten till norska kusten kombinerat med den rena luften och hårda vindar, som är vanligt i Jämtlandsfjällen, skapar en extrem nedisning uppe på Åreskutans kalfjäll/högzon. Detta medför ett konstant underhållsarbete på toppliftarna – som måste isas av innan de vid lugnare väder kan öppnas/startas.
Åreskutan och övriga fjäll i området drabbas stundom av hårda vindar – vilket kan orsaka att flera liftar i högzon (ibland även de lågzonsliftar som når kalfjället) under tiden måste hållas stängda, eftersom liftar kan bli allvarligt skadade om de körs i riktigt blåsigt väder (och därmed äventyras också åkarnas säkerhet). Hårda vindar under drift sätter dels linbaneenheter i gungning, och byglar på släpliftar blåser/dras ut i dessas medbringarlina så byglarna kan haka fast i liftens stolpar, plus att risken för vajerurspårning ökar. Enligt liftkonstruktörer är den normalt högsta tillåtna vindbyhastigheten mellan 16 och 20 m/s att köra berörd lift, men eftersom sådan vindstyrka förekommer tämligen ofta i Årefjällen bedöms i första hand hur enheterna aktuellt svajar. Hastighetsreglerbara liftar är per definition mer vindtåliga eftersom dessas hastighet kan reduceras (på så vis dämpas enhetssvajandet), och i övrigt anpassas efter vinden, vid rådande gränsfall. Alla typer av linbanor är hastighetsreglerbara, medan sådan funktion brukar vara mycket ovanlig bland gamla bygelliftar tillverkade 1981 och tidigare; sedan 2012 har dock fyra vindutsatta sådana på destinationen genomgått en modernisering (förnyat styr-/driftsystem) så att även dessa numera är hastighetsreglerbara.
Vinden i Årefjällen brukar normalt vara byig, med hårda vindbyar som kan ha flera minuters mellanrum. Nästan varje vintersäsong händer det att vindbyhastigheten någon eller några dagar överskrider 40 m/s på Åreskutans topp. I samband med stormen Ivar kvällen före Lucia 2013 uppmättes vindhastigheter till 49–58 m/s innan den vindmätaren blåste sönder (då rådde orkanbyar uppemot 39,5 m/s även nere i Åredalen där 360 kvadratmeter tak blåste av Holiday Club, som landade över Bahnhof Café och delar som krossade fönsterrutorna på närmsta hörnet av Station Åre). För det mesta brukar liftarna och byggnaderna kring toppen klara sig utan skador och besvär, men det händer ibland att exempelvis liftvajrar spårar ur trots stillestånd. Två gånger (januari 1989 och 2013) har kraftig nedisning och vind orsakat att Kabinbanan havererat under drift, med personevakuering och stora kostsamma reparationer som följd.

## Off-pist

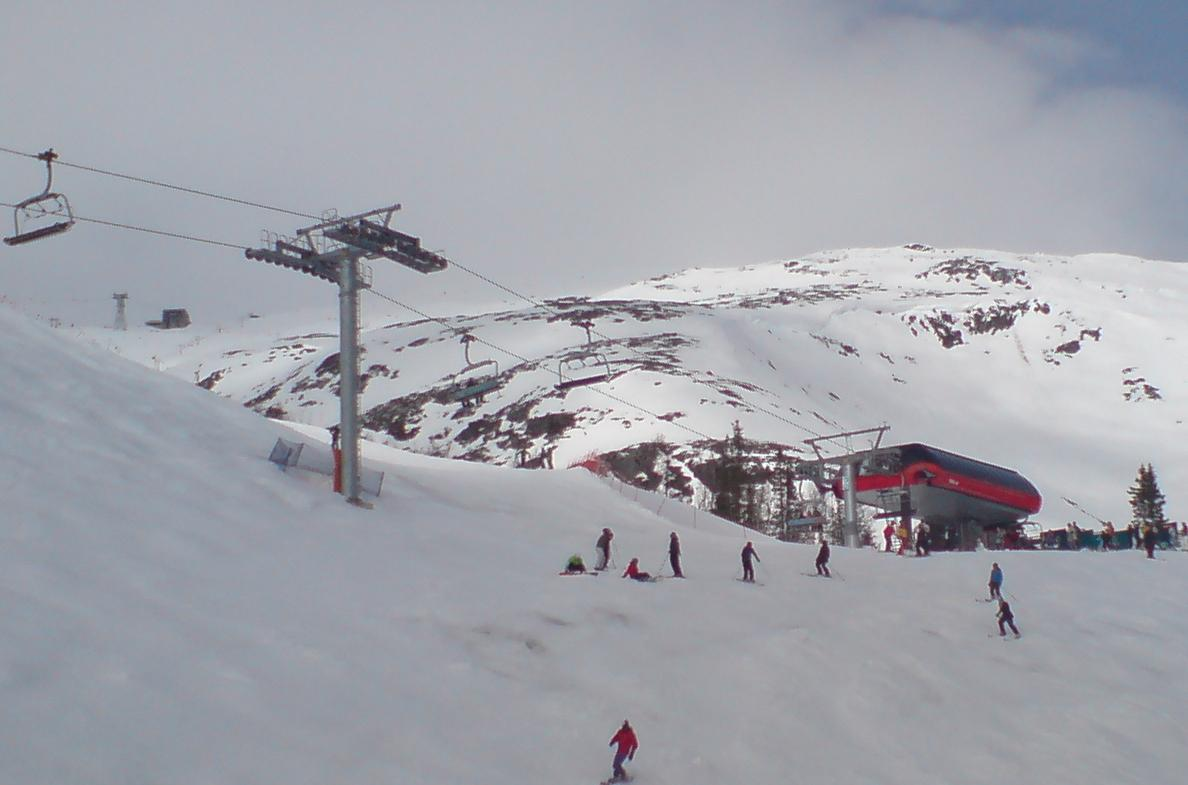
VM6:ans topp, med Östra och Västra Åre Ravin i bakgrunden.

De främsta off-pistpartierna inom skidområdet som åkarna når direkt via skidlift är Östra och Västra Ravin (mellan Mörvikshummeln och Tusenmetern), Svartberget (Mörvikshummeln), Lillskutan och Sadelns övervägg, Rödkulleväggen- och skogen, Bäckfallet (ovanför VM-platån), Duveds ravin samt Tegeskogen. Andra populära off-pistpartier — som nås av åkaren på egen hand (exempelvis med topptursutrustning) — är Åreskutans ostsida med välkända Baksidan samt det mer exponerade Blåsten, nordsidans sluttningar ned mot Huså, Tväråvalvets övervägg med Västerskutan, Totthummeln samt Tegefjället. De liftburna terränger som är särskilt utsatta för laviner, och säkerhetsunderhålls (som lavinfaran bedöms utifrån, i en femgradig skala), är utmarkerade på pistkartan.

## Återkommande större arrangemang

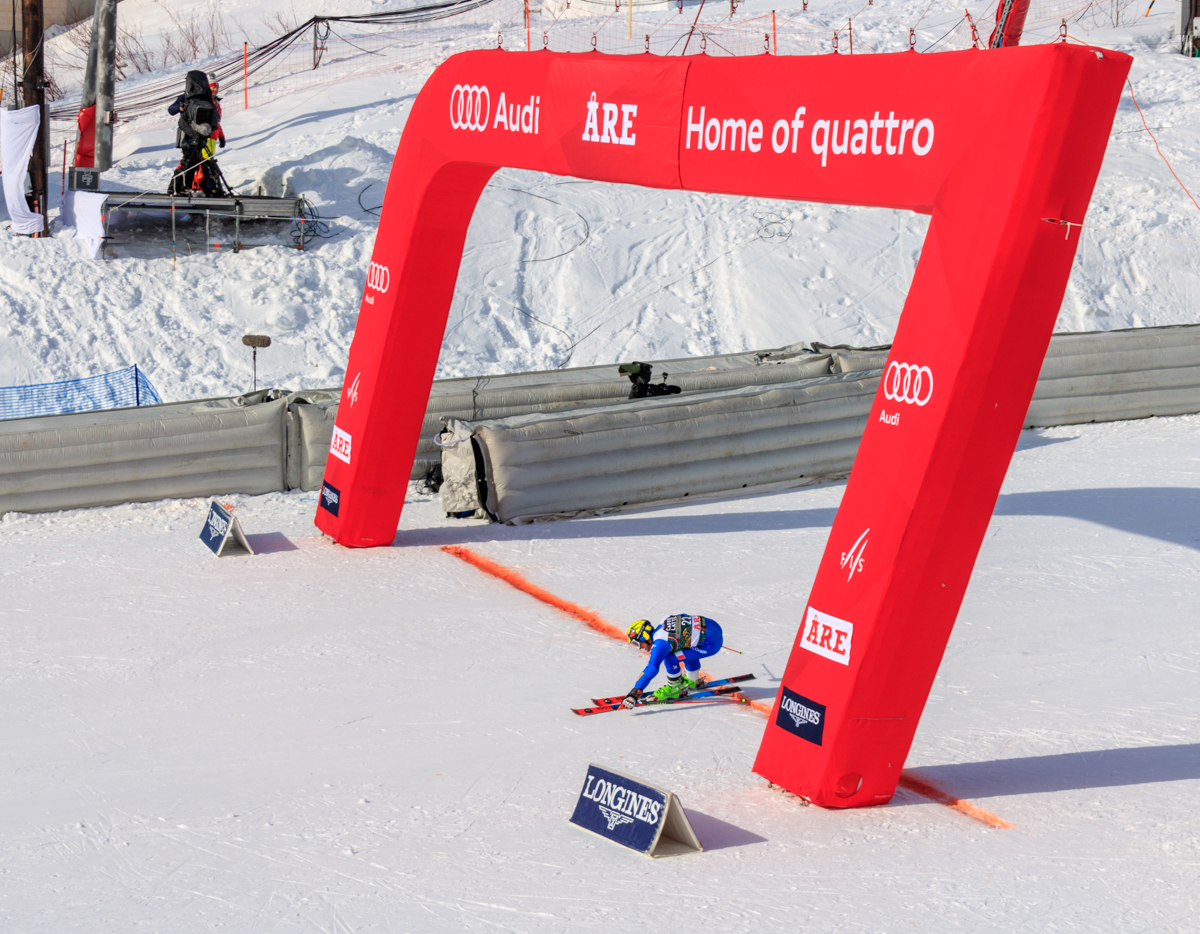
Roberto Nani, Italien, går i mål vid Världscupfinalen i Storslalom 2018.

Stora alpina tävlingar/event som arrangerats mer än en gång på destination Åre är följande:
- Alpina VM: Åre har tre gånger arrangerat Världsmästerskapen i alpin skidsport; 1954, 2007 samt 2019.
- Alpina världscupen: 1969 stod Åre första gången som värd för Världscupen i alpin skidåkning, som Åre på senare tid har arrangerat nästan varje år. I december 2014 arrangerade destinationen dess 93:e och 94:e världscuptävling, i ett kortvarslat övertagande från franska Courchevel och Val d'Isere som hade snöbrist.[32]
- Skutskjutet: Skutskjutet är världens största familje-störtloppstävling, vilken arrangeras sedan 1970-talet årligen i slutet av april. Banan är 3,5 km lång (från Stendalsravinen, och längs Ullådalen, till nedanför Ullådalsstugan) med 25 olika klasser, alltifrån småbarn till seniorer/pensionärer.[33]
- Jon Olsson Invitational: Influeraren Jon Olsson anordnade sin Big air-tävling JOI mellan 2005 och 2015.
- Red Bull Home Run: En sedan 2011 modern och nyupptagen variant av den historiska störtloppstävlingen Årebragden (1921–1953), men en annan sträcka.
- Åre Sessions: En musikfestival som arrangeras kring valborg sedan 2017.

## Åre skidområde i film
- Åsa-Nisse flyger i luften från 1956 innehåller scener från den historiska korgliften och tillhörande backar vid nuvarande Fjällgården.
- Sune i fjällen från 2014 innehåller scener från Duveds lift- och pistsystem samt Ullådalen, VM-Platån och Kabinbanan i Åre By.